# Fokker T.IV
Die Fokker T.IV ist ein in den späten 1920er Jahren entwickeltes niederländisches, militärisches Schwimmerflugzeug. Sie kam in der Hauptsache in Niederländisch-Ostindien zum Einsatz und wurde dort bis in den Zweiten Weltkrieg hinein als Aufklärungsflugzeug im Dienst der Militaire Luchtvaart van het Koninklijk Nederlands-Indisch Leger (ML-KNIL, „Militärluftfahrt der Königlich-Niederländisch-Indischen Armee“) genutzt.

## Entwicklung

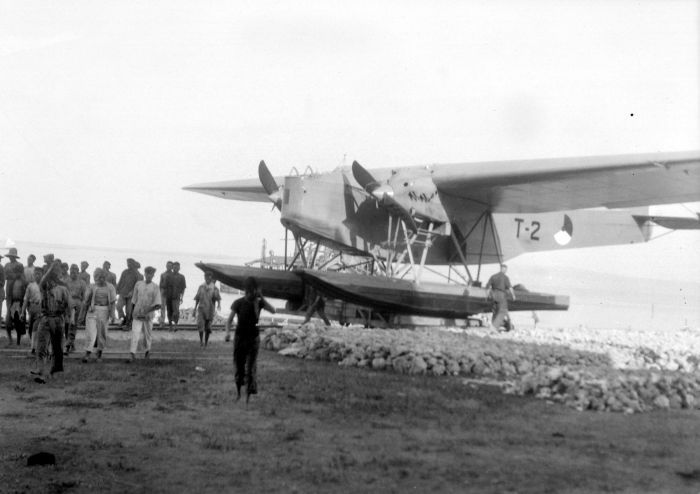
Frühe T.IV mit Lorraine-Antrieben in Surabaya (1929)

Die T.IV wurde als Reaktion auf einen Auftrag der niederländischen Marine für ein als Aufklärer und Torpedobomber nutzbares zweimotoriges Seeflugzeug von 1926 entworfen. Den Erstflug führte Emil Meineke am 7. Juni 1927 durch. In der Folge wurden 18 Exemplare gebaut, die mit W-Motoren vom Typ Lorraine mit 450 PS (331 kW) ausgerüstet wurden und sowohl eine offene Führerkabine als auch offene Waffenstände aufwiesen. An Portugal wurden drei weitere T.IV geliefert.
1934 erschien die verbesserte Ausführung T.IVA mit stärkeren 730-PS-Triebwerken Wright Cyclone, wobei in zeitgenössischen Publizierungen auch eine Ausstattung mit Motoren Hispano-Suiza 12 mit 860 PS angeführt wird. Sie erhielt eine aufgesetzte Kabinenhaube und geschlossene Waffenstände. Von dieser Ausführung wurden weitere zwölf Stück gebaut und die frühen T.IV bis 1936 auf diesen Standard umgerüstet. Die Flugzeuge bewährten sich als See- und Küstenaufklärer und waren noch teilweise bei der Japanischen Invasion Südostasiens im Einsatz, wo sie bis 1942 auch bei der Seenotrettung Verwendung fanden.

## Konstruktion
Die T.IV ist ein freitragender Schulterdecker in Gemischtbauweise. Der Rumpf besteht aus einer stoffbespannten Stahlrohr-Fachwerkkonstruktion mit rechteckigem Querschnitt und blechverkleideter Oberseite. Die Tragfläche ist einteilig mit zwei Holmen und Rippen aus Fichtenholz ausgeführt und mit Sperrholz beplankt. Zwischen den Holmen sind auf beiden Seiten die Kraftstoffbehälter mit insgesamt 1500 l Fassungsvermögen untergebracht, die Schmierstoffbehälter mit 60 l Gesamtvolumen befinden sich in den Flügelvorderkanten. Höhen- und Seitenleitwerk sind als Stahlrohrgerüst mit Stoffbespannung ausgebildet und besitzen im Flug verstellbare Flossen sowie ausgeglichene Ruder. Das Schwimmwerk der T.IV besteht aus zwei einstufigen Schwimmern, die durch Streben mit Rumpf und Tragflächen verbunden und in mehrere wasserdichte Abteilungen gegliedert sind. Sie bestehen entweder aus Duralumin oder Alclad.

## Technische Daten

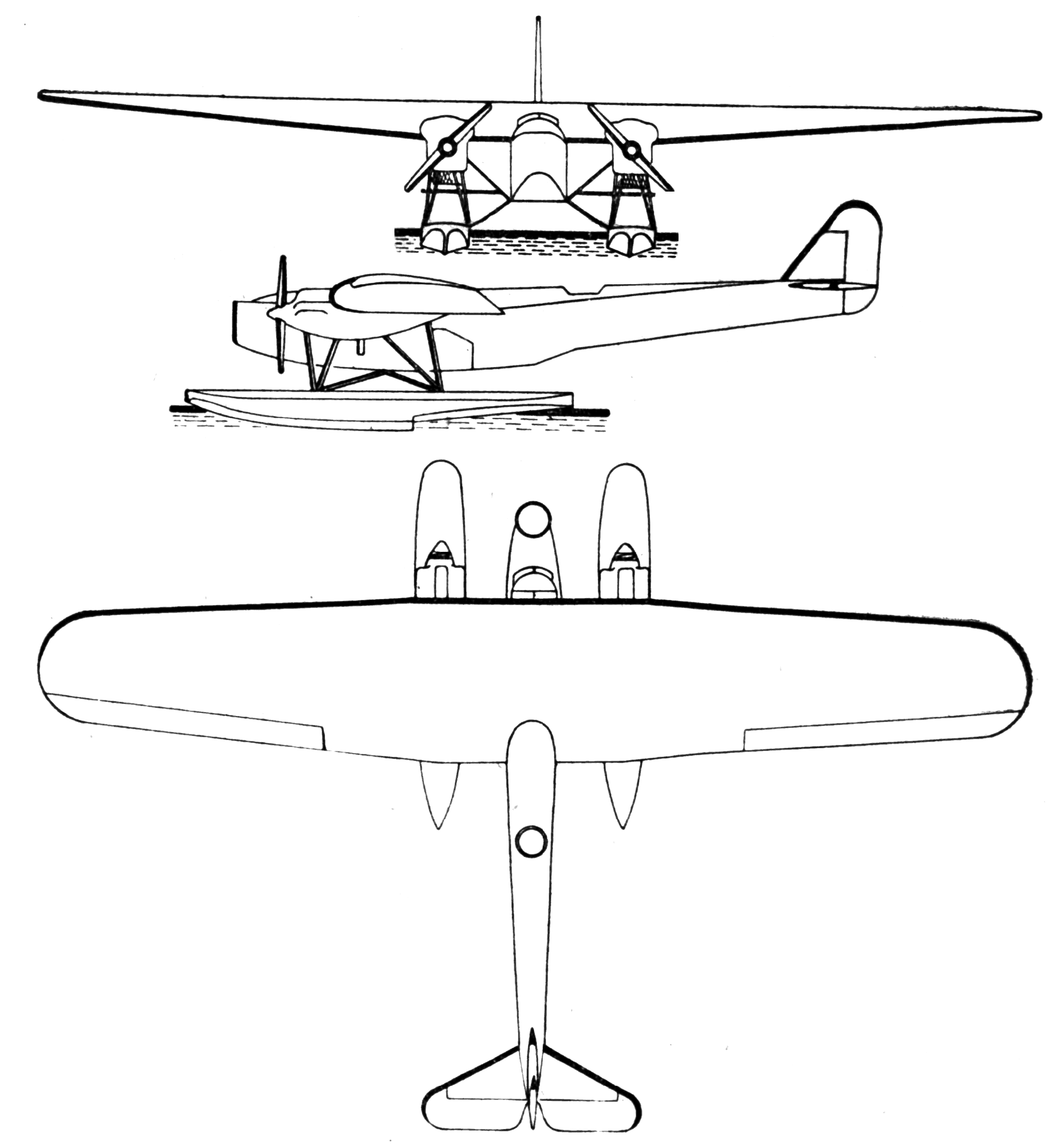
Dreiseitenansicht mit offenen Kabinen und Lorraine-Antrieben

| Kenngröße             | Daten (mit Hispano-Suiza 12)                                                                     | Daten (mit Wright „Cyclone“)                                                                |
| --------------------- | ------------------------------------------------------------------------------------------------ | ------------------------------------------------------------------------------------------- |
| Besatzung             | 3–4                                                                                              | 3–4                                                                                         |
| Spannweite            | 25,80 m                                                                                          | 25,80 m                                                                                     |
| Länge                 | 17,60 m                                                                                          | 17,60 m                                                                                     |
| Höhe                  | 6,00 m                                                                                           | 6,00 m                                                                                      |
| Flügelfläche          | 96,00 m²                                                                                         | 96,00 m²                                                                                    |
| Flügelstreckung       | 6,7                                                                                              | 6,7                                                                                         |
| Flächenbelastung      | 67,7 kg/m²                                                                                       | 67,7 kg/m²                                                                                  |
| Leistungsbelastung    | 3,9 kg/PS                                                                                        | 4,6 kg/PS                                                                                   |
| Flächenleistung       | 17,5 PS/m²                                                                                       | 15,2 PS/m²                                                                                  |
| Rüstmasse             | 4600 kg                                                                                          | 4350 kg                                                                                     |
| mil. Zuladung         | 1120 kg                                                                                          | 1370 kg                                                                                     |
| Kraftstoff            | 980 kg                                                                                           | 980 kg                                                                                      |
| Startmasse            | 6700 kg                                                                                          | 6700 kg                                                                                     |
| Antrieb               | zwei wassergekühlte Zwölfzylinder-V-Motoren                                                      | zwei luftgekühlte Neunzylinder-Sternmotoren                                                 |
| Typ                   | Hispano-Suiza 12Ybrs                                                                             | Wright R-1820 F-2 „Cyclone“                                                                 |
| Leistung              | 860 PS (633 kW) in 4000 m Höhe                                                                   | 730 PS (537 kW) in 1250 m Höhe                                                              |
| Kraftstoffvorrat      | 1500 l                                                                                           | 1500 l                                                                                      |
| Höchstgeschwindigkeit | 275 km/h in 1400 m Höhe                                                                          | 240 km/h in 1250 m Höhe                                                                     |
| Marschgeschwindigkeit | 231 km/h in 4000 m Höhe                                                                          | 202 km/h in 1250 m Höhe                                                                     |
| Steigzeit             | 3,1 min auf 1000 m Höhe 6,2 min auf 2000 m Höhe 9,3 min auf 3000 m Höhe 12,7 min auf 4000 m Höhe | 4,3 min auf 1000 m Höhe 9 min auf 2000 m Höhe 15 min auf 3000 m Höhe 24 min auf 4000 m Höhe |
| Dienstgipfelhöhe      | 7400 m                                                                                           | 5100 m                                                                                      |
| Reichweite            | 780 km                                                                                           | 820 km                                                                                      |
| Bewaffnung            | je ein 7,9-mm-Zwillings-MG in Bug- und Rückenstand ein 7,9-mm-MG im Bodenstand                   | je ein 7,9-mm-Zwillings-MG in Bug- und Rückenstand ein 7,9-mm-MG im Bodenstand              |
| Abwurfmunition        | bis 900 kg Bomben oder ein Torpedo                                                               | bis 900 kg Bomben oder ein Torpedo                                                          |